# Observatoire de Kharkiv
L'observatoire de Kharkiv est un établissement scientifique rattaché à l'université nationale de Kharkiv. Il est fondé en 1808 comme laboratoire d'astronomie de l'université. En 1888, grâce aux efforts de Grigori Levitski, un observatoire entièrement équipé est construit dans un bâtiment voisin de l'université : l'observatoire de Maïdan, aujourd'hui fermé, possède un télescope de 50 cm (D = 500 mm, F = 8 000 mm). Le centre des planètes mineures (CPM) lui a attribué le numéro 210.
En 1962 l'observatoire a été déplacé à la station d'observation de Tchouhouïv à 37 km au sud-est de Kharkiv. Ce site a reçu le numéro 121 du CPM. Il est actuellement hors service car dévasté au cours de la guerre russo-ukrainienne (bataille de Tchouhouïv).

## Domaines d'études
Actuellement, les principaux thèmes de recherche scientifique de l'observatoire sont les lois de la diffusion de la lumière par la surface des corps célestes, les planètes mineures, les catalogues et la dynamique stellaires, ainsi que les lentilles gravitationnelles.
L'institut abrite le musée d'astronomie référencé à l'UNESCO.

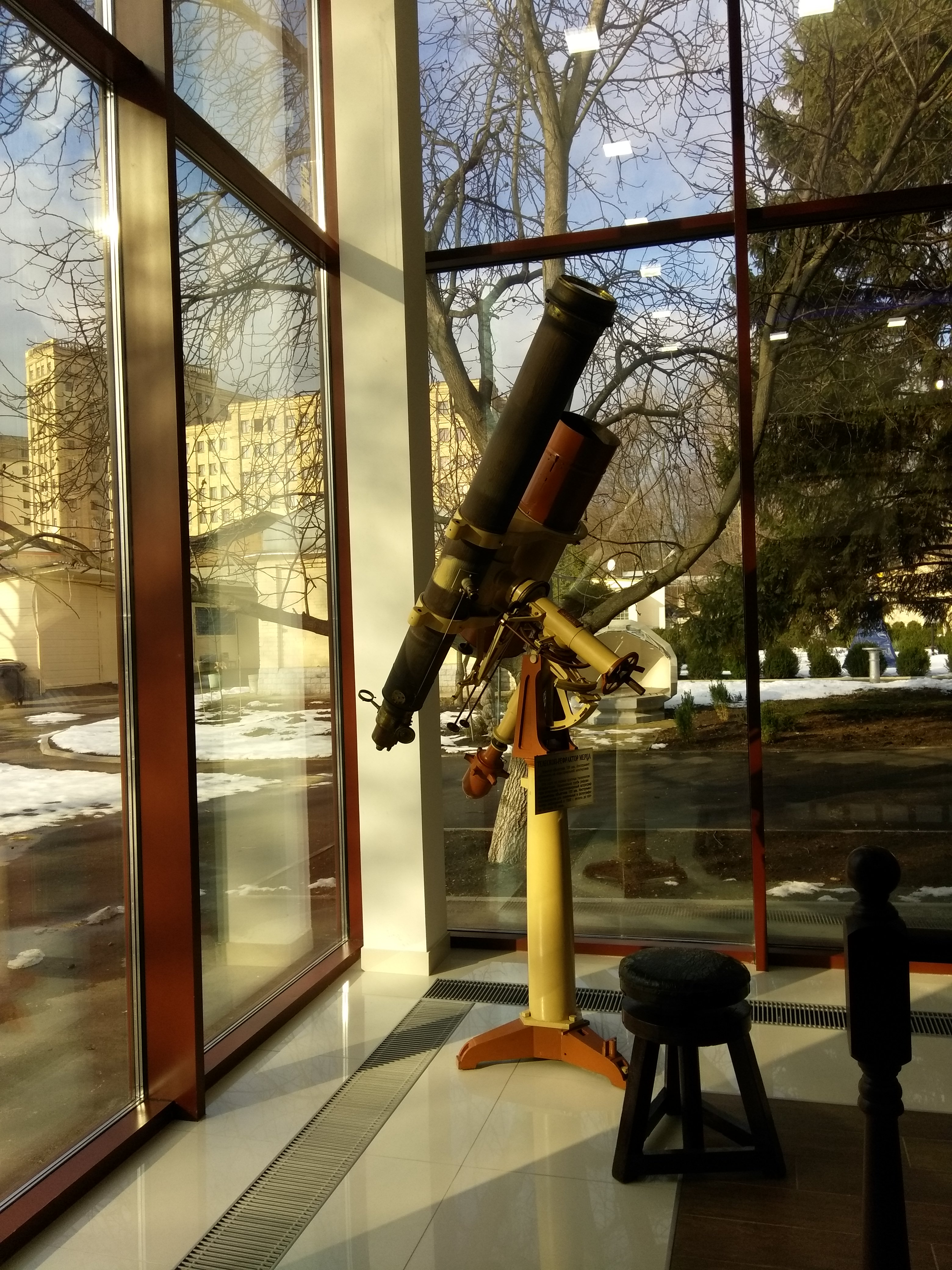
Lunette Merz.
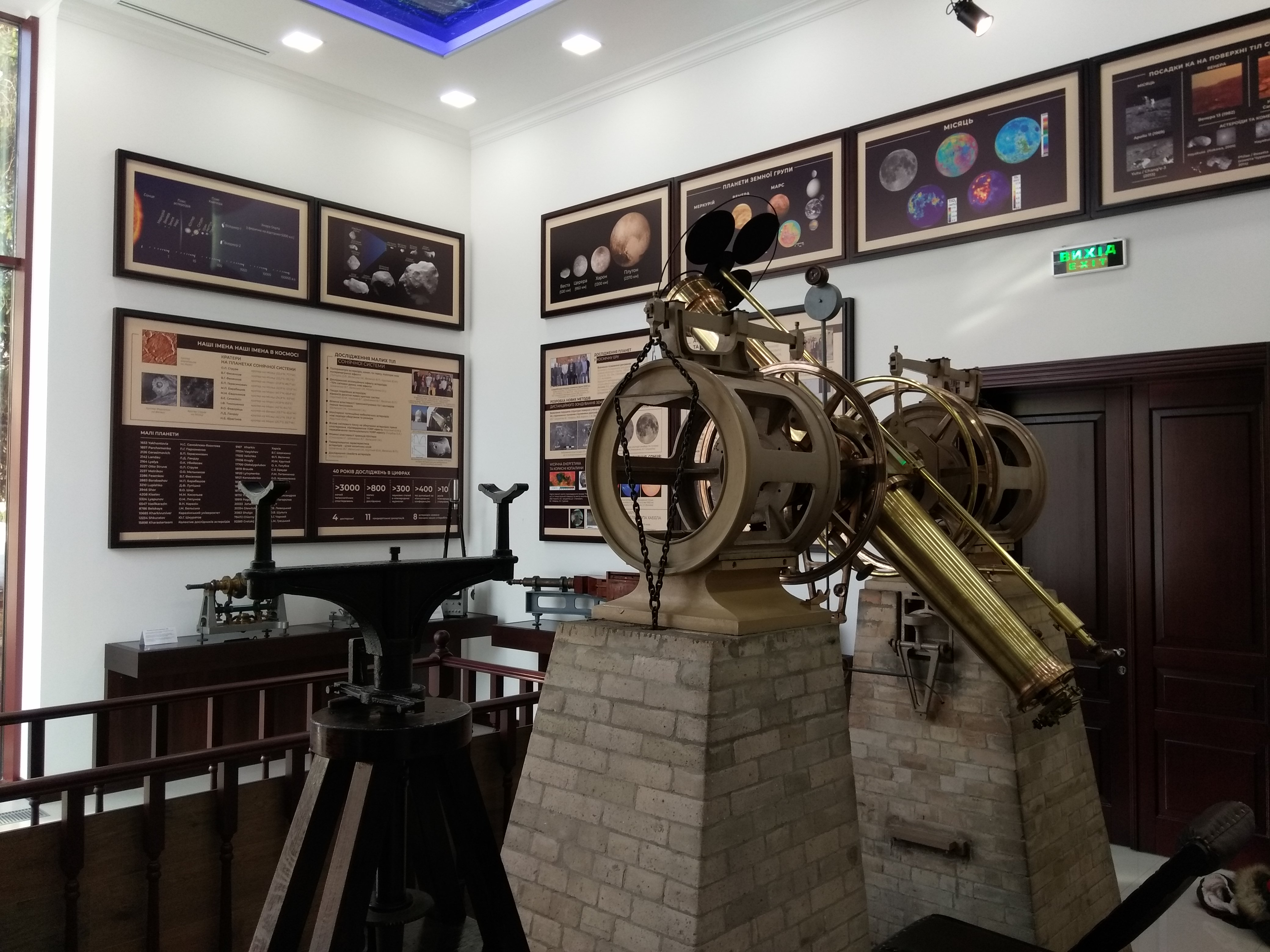
Lunette altazimut Repsold.

## Personnalités
Parmi les personnalités liées à l'observatoire on note Vassili Fessenkov, Gustav Wilhelm Ludwig Struve et Nikolaï Barabachov.
Huit cratères sur la Lune, Mars et Vénus, ainsi que plusieurs planètes mineures, portent le nom des employés de l'observatoire de Kharkiv :
- (1857) Parchomenko
- (2126) Gerasimovich
- (2227) Otto Struve
- (2286) Fesenkov
- (3210) Lupishko
- (4208) Kiselev
- (8786) Belskaya
- (12234) Shkuratov
- (15898) Kharasterteam (équipe Petr Pravec et Lenka Šarounová)
- (17035) Velichko
- (17036) Krugly
- (17034) Vasylshev
- (18750) Leonidakimov
- (20334) Glewitsky